# Hypodoras forficulatus
Hypodoras forficulatus är en fiskart som beskrevs av Eigenmann 1925. Hypodoras forficulatus ingår i släktet Hypodoras och familjen Doradidae. Inga underarter finns listade i Catalogue of Life.